# Institut Heinrich-Heine

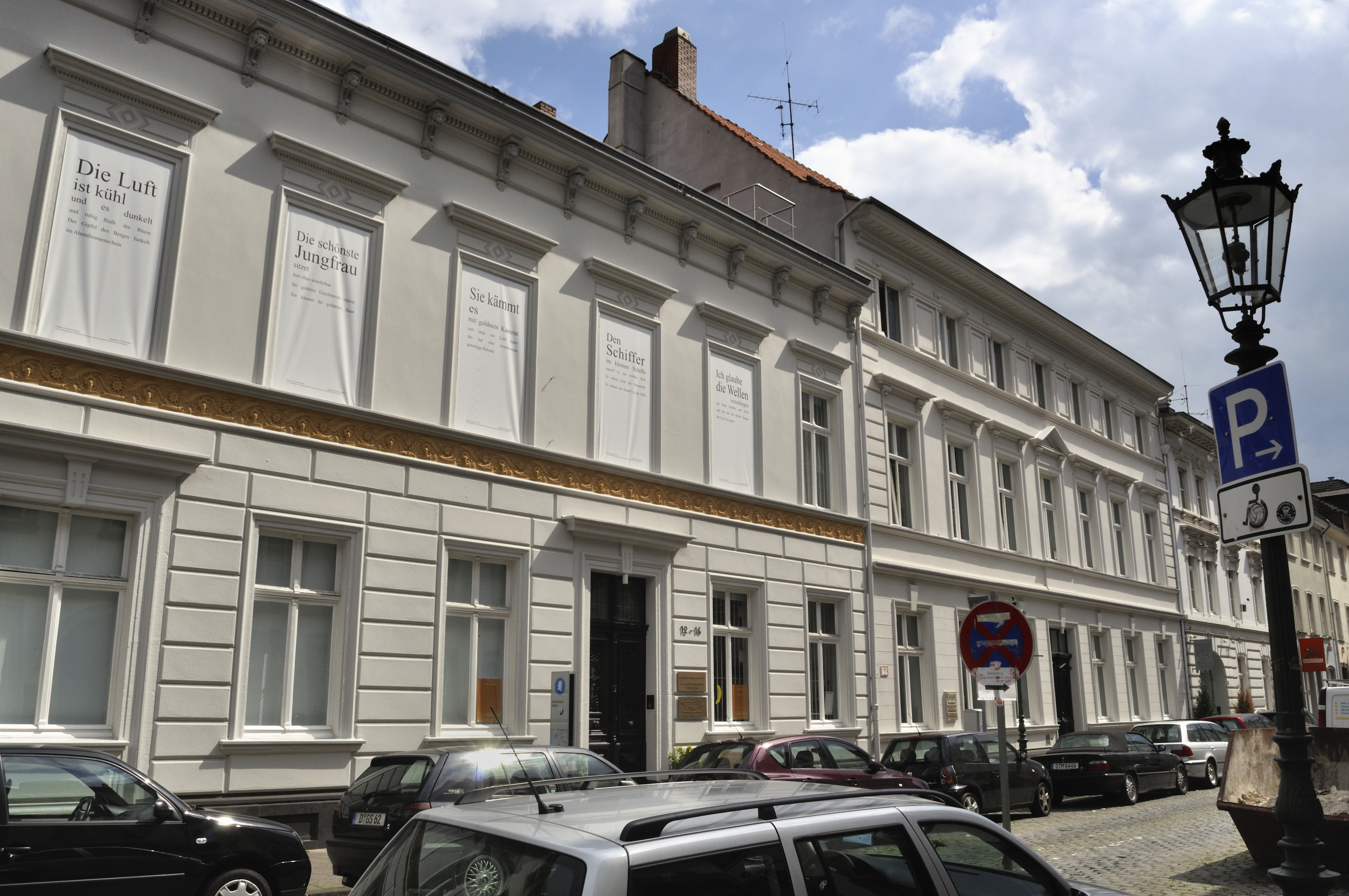
Institut Heinrich-Heine à Bilker Strasse 12–14 (2010)

L'Institut Heinrich-Heine est une institution de recherche et de présentation de la vie et de l'œuvre de l'écrivain Heinrich Heine basée à Düsseldorf.

## Histoire de l'institut
L'institut est fondé en 1970. Ses fonds proviennent de la collection de manuscrits de la bibliothèque d'État et de la ville de Düsseldorf, après que les écrits restants de cette bibliothèque ont été transférés aux fonds de la bibliothèque universitaire et d'État de la nouvelle université de Düsseldorf, qui est ensuite également nommée d'après Heine. La Bibliothèque d'État succède à la Bibliothèque électorale des électeurs du Palatinat-Neubourg.
Outre les archives Heine, la collection comprend les archives Schumann et d'autres écrits de l'ancienne bibliothèque d'État.

## Activité de l'institut
L'institut, qui travaille en collaboration avec la société Heinrich-Heine (de), est divisé en une archive, une bibliothèque et un musée. Le musée comprend une exposition permanente sur Heine et est exclusivement consacrée à ce poète, tandis que la bibliothèque et les archives possèdent également des fonds qui ne sont pas liés à Heine.

### Archives
Les archives contient, entre autres
- les archives de la littérature rhénane, qui traitent exclusivement des auteurs rhénans du XIXe au XXe siècle à nos jours
- la collection générale d'autographes (XVIIe – XIXe siècles)
- les archives Schumann
- 50 autres domaines et
- une archive d'images et de photos

### Bibliothèque
Il y a une bibliothèque et une salle de lecture. Ceci comprend
- la bibliothèque Heine avec des œuvres de et sur Heinrich Heine
- la bibliothèque du domaine Heine du domaine du poète
- Réglages Heine et
- Bibliothèques de legs des Archives littéraires rhénanes

### Portail Heinrich-Heine
Le portail Heinrich-Heine est un système d'information numérique et contient l'édition critique historique de Düsseldorf Heine (DHA) et la section des lettres de l'édition laïque de Weimar (HSA).

## Musée et exposition Heinrich-Heine
L'exposition permanente « Romantisme et révolution » traite de la vie, de l'œuvre et de l'époque du poète de Düsseldorf Heine. L'exposition permanente est divisée en neuf salles :
- Famille (avant 1797)
- Débuts (1797–1819)
- Départ (1819–1831)
- Exil (1831–1848)
- Crypte du matelas (1848–1856)
- Contemporains (effet), notamment Robert et Clara Schuman
- Postérité (effet)
- un "laboratoire de littérature"
- un coin écoute et lecture

Des expositions temporaires sont également organisées dans les salles, dont certaines sont également organisées par l'institut, comme une exposition sur B. Traven en 2012.